# Gilbert Bleu-Lainé
Pour les articles homonymes, voir Lainé.
Gilbert Bleu-Lainé est un homme politique ivoirien. Ancien ambassadeur de la Côte d'Ivoire en Inde, il a été plusieurs fois ministre.

## Biographie
Bleu-Lainé a été ambassadeur de la Côte d'Ivoire en Inde et plusieurs fois ministre :
- 2001-2002 : ministre de l'Environnement et du Cadre de vie ;
- 2002-2003 : ministre de l'Environnement et du Cadre de vie ;
- 2007-2010 : ministre de l'Éducation nationale dans le gouvernement Soro I ;
- 2010 : ministre de l'Éducation nationale dans le gouvernement Soro II.

## Au ministère de l'Éducation

### La crise
Gilbert Bleu Lainé occupe un des postes les plus mouvementés du gouvernement Soro I, l'Éducation nationale et l'Enseignement supérieur ivoirien connaissent une grave crise (longues grèves, insécurité, révoltes, délabrement des infrastructures, affrontements entre étudiants et forces de police) depuis 2002.

### Son programme
Il déplore les débrayages intempestifs qui sont sources de « démotivation de l’ensemble de la communauté éducative ». Il est pour un changement du système éducatif ivoirien, et a annoncé dans son programme :
- la gratuité de l’école primaire ;
- l’interdiction de toute cotisation exceptionnelle aux cycles primaire et secondaire où les frais d’inscriptions ont été fixés à 5 000 francs.

Pour améliorer le système éducatif il a également annoncé des mesures contre :
- La prolifération des écoles clandestines ;
- Le recrutement anarchique des enseignants ;
- L’irrégularité des salaires dans les établissements privés ;
- La pérennisation et la diffusion de l’annuaire des établissements scolaires privés auprès du public.